# سكوت بومان
سكوت أفيري (بالإنجليزية: Scott Boman) «سكوتي» بومان (من مواليد 14 أبريل 1962)  هو سياسي ليبراري من ميشيغان. ويعد واحدًا من الفائزين بأكبر قدر من الأصوات في ميشيغان في جميع الانتخابات منذ عام 2000. كان رئيسا للحزب الليبرالي في ميشيغان ‏ في عام 2006. تم وصفه بأنه حامل المعايير للحزب الليبرالي ، كان مرشحًا في جميع الانتخابات الحزبية على مستوى الولاية منذ عام 1994. هو يستعمل اسم «سكوتي» في مؤلفاته وفي قوائم الاقتراع رغم أن اسمه الرسمي الذي أعطاه له والداه عند ولادته هو «سكوت» 
أصبح ثاني ليبرتاري يحظى بتأييد صحيفة ديترويت نيوز ‏ عندما شارك في الانتخابات العامة لمجلس مدينة ديترويت عام 1997 ضمن الاقتراع غير الحزبي. وكان أيضًا المرشح الوحيد لمنصب الحاكم والذي كان داعما لمبادرة ميشيجان للحقوق المدنية ‏ الناجحة  بصفته مرشحا في انتخابات غريغوري كريسويل في انتخابات حاكم ولاية ميشيغان عام 2006 .
نقل بومان الحزب الليبرالي لميشيغان من المركز الخامس إلى المركز الثالث في انتخابات عامي 2012 و 2014، عن طريق كسبه للمركز الثالث في الانتخابات العامة عام 2010 عندما ترشح لمنصب وزير الخارجية. خاض بومان انتخابات مجلس الشيوخ الأمريكي عام 2012 ولكن دون جدوى.
يشغل حاليًا منصب مدير منطقة ميشيغان لمبادرة مبادرتنا الأمريكية ‏،  وشغل منصب مدير حملة جاري الرئاسية عام 2016 في ميشيغان.

## روابط خارجية
- سكوت بومان على موقع ميوزك برينز (الإنجليزية)
- United States Senate campaign
- campaign page for Lieutenant Governor campaign
- Scotty Boman's Vote USA Posting
- Greg Creswell's Vote USA Posting.
- Gregory Creswell's early role in placing MCRI on the Ballot
- League of Women Voters Election Guide
- Brass Roots Web page
- Libertarian Party of Michigan Website
- National Libertarian Party website
- University of Michigan Library Reference
- Vote USA Michigan 2006 Election
- International Society for Individual Liberty, Michigan Chapter

| المكاتب السياسية للحزب | المكاتب السياسية للحزب                                                 | المكاتب السياسية للحزب |
| ---------------------- | ---------------------------------------------------------------------- | ---------------------- |
| سبقهناثان ألين         | رئيس الحزب الليبرالي ميشيغان ‏ مايو 2006 - مايو 2007                    | تبعهقاعة بيل           |
| سبقه ستيف ميس          | نائب رئيس الحزب الليبرالي ميشيغان ‏ نوفمبر 2013 - مايو 2015             | تبعه كارل جاكسون       |
| سبقه جيم ميلر          | نائب رئيس الحزب الليبرالي ميشيغان ‏ أبريل 2005 - مايو 2006              | تبعه جيمس هودلر        |
| سبقه جريجوري كريسويل   | LEC At-Large مدير الحزب الليبرالي في ميشيغان ‏ يونيو 2013 - نوفمبر 2013 | تبعه رنيس ديفيدسون     |
| سبقه 'ليونارد شوارتز'  | المدير السياسي للحزب الليبرالي ميشيغان ‏ مايو 2015 - يوليو 2017         | تبعه غريغوري ستيمبفل   |